# 스캇 스포츠

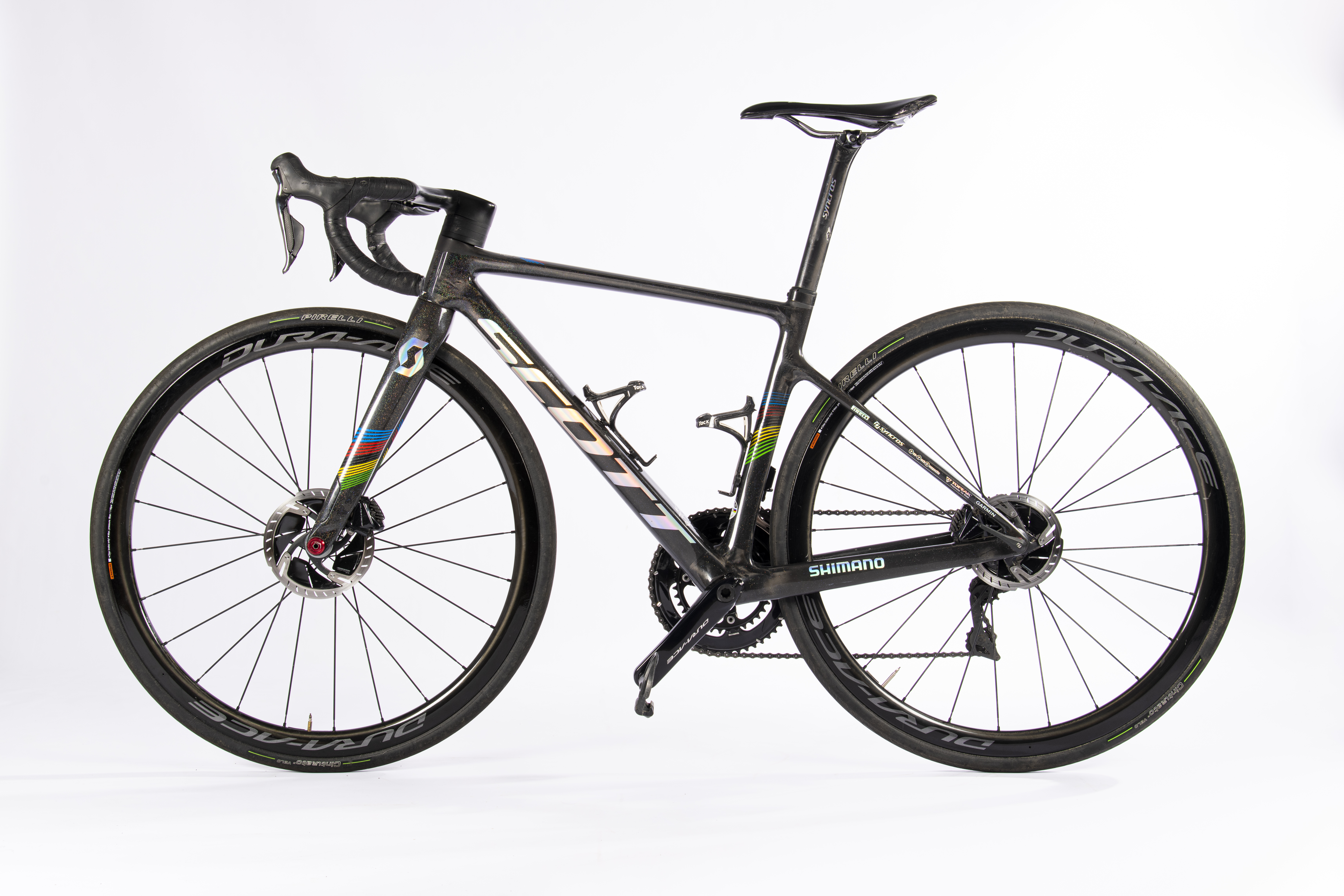
2020년 안네미크 반 블뢰텐을 위해 디자인된 스캇 경주용 자전거 (KOERS. 자전거 경주 박물관 소장)

스캇 스포츠 SA(Scott Sports SA, 이전 명칭: 스캇 USA)는 자전거, 겨울 장비, 모터스포츠 장비 및 스포츠웨어 제조업체이다. 이 회사의 본사는 스위스 기비시에에 있으며, 유럽, 미국, 남아프리카 및 인도에 지사를 두고 있다.

## 역사

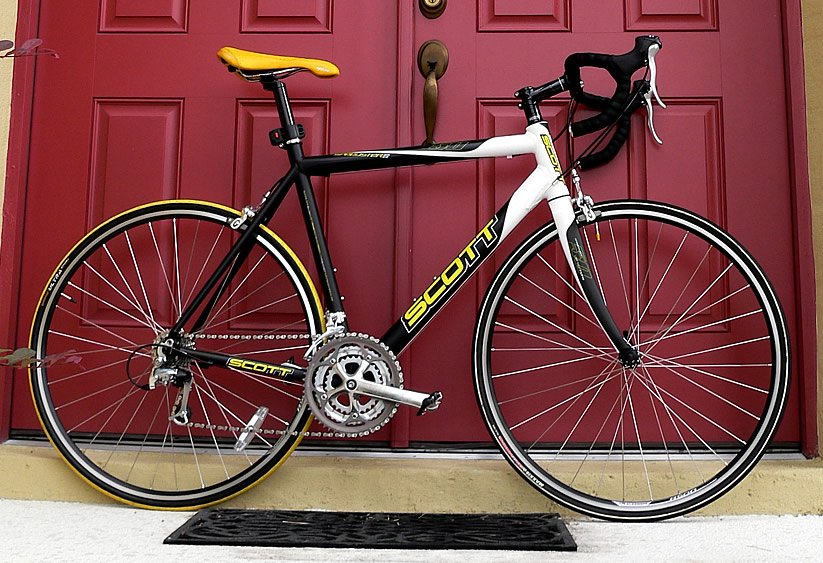
오래된 스캇 경주용 자전거

1958년, 아이다호주 선밸리 출신의 엔지니어이자 스키 선수인 에드 스캇은 대나무나 강철 대신 알루미늄으로 만든 스키 폴을 발명하여 인기를 얻었다. 이 회사는 여러 분야에서 스포츠 용품을 생산했다. 1970년, 스캇은 모터크로스 라이더를 위한 첫 보호 고글을 판매했다.
스캇은 1978년 유럽으로 확장하여 스위스 프리부르에 본사를 설립했다.
1990년, 스캇은 클립온 방식의 공기역학적 자전거 핸들바를 출시했다. 이 핸들바는 미국인 그레그 르몽이 1989년 투르 드 프랑스에서 24.5km 최종 타임 트라이얼에서 프랑스인 로랑 피뇽을 1분 이상 차이로 꺾고 우승하는 데 전략적으로 사용되었다. 이전에 이 핸들바는 철인 3종 경기와 미국 횡단 레이스에서 널리 사용되었다.
1991년, 스캇은 "유니쇼크"라는 이름의 첫 서스펜션 포크를 생산했으며, 1년 후에는 첫 풀 서스펜션 산악 자전거를 대중에게 공개했다.
2001년 팀 이슈 로드바이크 프레임은 당시 가장 가벼운 프레임으로 895그램이었다.
2005년 '스캇 USA'라는 이름은 '스캇 스포츠'로 변경되었는데, 이는 유럽 시장으로의 강조 변화를 나타낸다.
2011년, 스캇은 E-Sub 및 E-Sportster E-바이크 라인을 출시했으며, 2012년에는 E-Venture 라인 모델로 대체되었다.
2012년, 스캇은 자전거 부품 제조업체인 싱크로스를 인수했다.
2015년, 한국의 영원무역은 이 회사 지분의 50.1%를 인수했으며, 이전 스위스 소유주 비트 차우크는 49.9%를 유지했다.

## 스폰서십

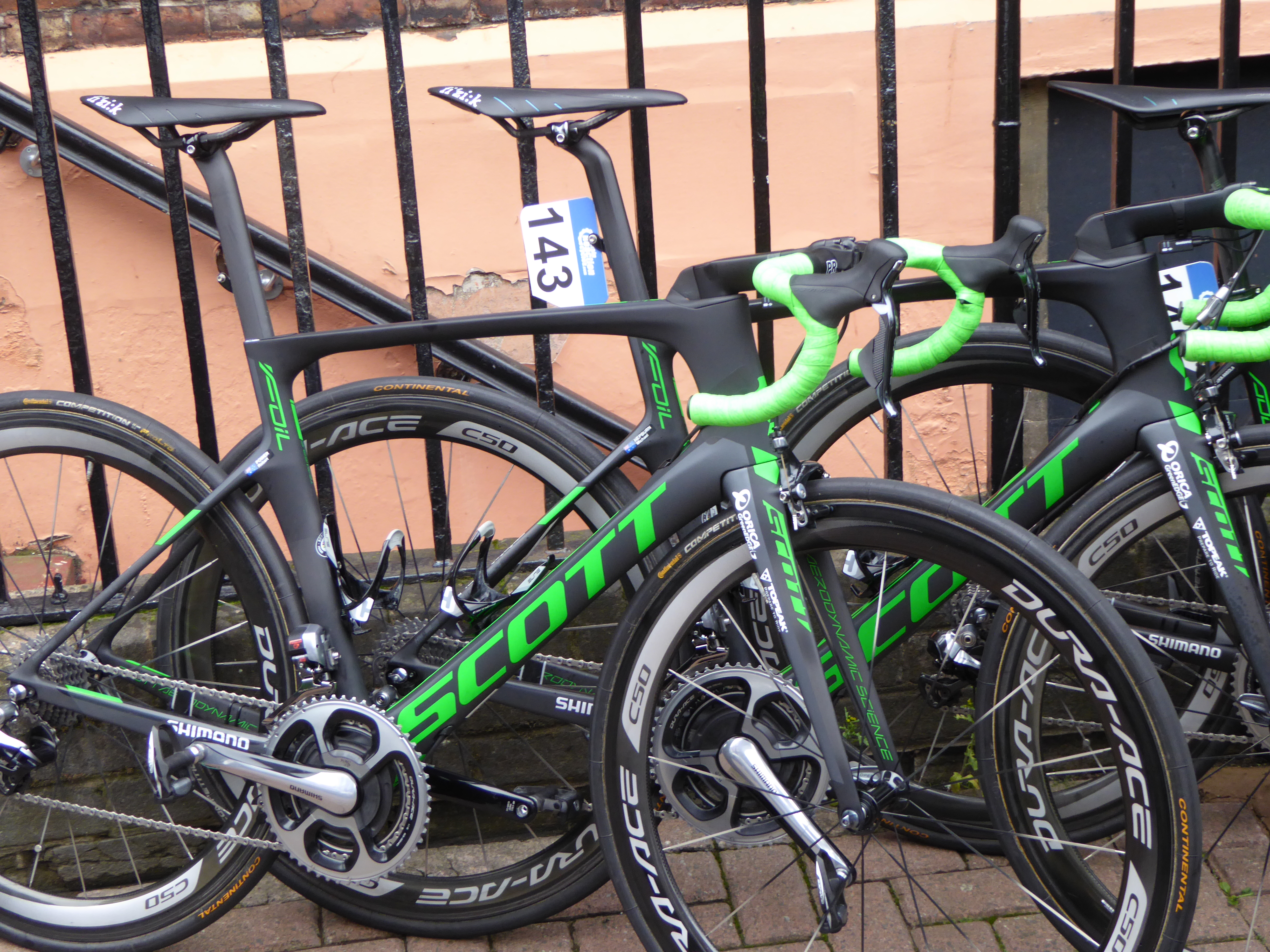
오리카-바이크익스체인지 사이클링 팀이 2016년 브리튼 투어에서 사용한 스캇 자전거

2002년, 투르 드 프랑스 10단계는 당시 스캇의 지원을 받던 장 들라투르 팀 소속의 파트리스 알강이 우승했다. 스캇은 2020년까지 미첼튼-스캇 (남자)과 미첼튼 스캇 (여자) 팀에 장비를 공급했으며, 이후 이 팀들은 팀 바이크익스체인지로 이름이 바뀌고 비안키 자전거를 타기 시작했다.
2014년, 스캇 스포츠는 미국 군사 내구 스포츠 단체와 협력하여 스폰서가 되고 미국 국내 엘리트 로드 팀과 엘리트 철인 3종 팀에 스캇 장비를 제공했다.
2017년, 스캇 스포츠는 다양한 스포츠에서 팀과 개인을 후원했다. 자전거 부문은 12개의 레이싱 및 산악 자전거 팀을 후원했으며, 겨울 스포츠 부문은 35명, 러닝 부문은 10명, 모터스포츠 부문은 40명의 선수를 후원했다.
2022년, 요나스 다이히만은 스캇 애딕트 그래블 HMX를 타고 뉴욕에서 로스앤젤레스까지 미국을 횡단했다. 이 여행은 세계 기록 시도이자 월드 바이시클 릴리프를 위한 기금 모금이었다.